# 賀逢聖
贺逢圣（1585年—1643年），字克繇，号对扬，湖广江夏县人。明末政治人物、榜眼。

## 生平
贺逢圣自幼家贫，为诸生时，与熊廷弼齐名，同受教于督学熊尚文。万历三十一年(1603年)，贺逢圣中举人，此后數次会试落榜，直到万历四十四年（1616年），终于中式一甲第二名进士（榜眼），授翰林院编修。
天启年间，升洗马。天启二年（1622年）任会试分校官，拔取华允诚。因不依附权阉魏忠贤，于天启七年（1627年）被削籍为民。崇祯初复职，历升南京国子监祭酒、礼部右侍郎、吏部左侍郎、礼部尚书。崇祯九年（1636年）六月，任东阁大学士，加太子太保衔，改文渊阁。二年后，致仕。
崇祯十四年（1641年）再度入阁，后因与首辅周延儒不合，以病致仕归乡。崇祯帝并赐金和蟒衣一袭。
崇祯十六年（1643年），张献忠攻破武昌，贺逢圣身着御赐冠履蟒衣来到楚王府，欲与楚定王同死。但王府已被占据，楚王也不知所终。贺逢圣被农民军抓获，宁死不屈，遂投入墩子湖遇难。

## 身后
福王时，追赠贺逢圣少傅，谥文忠。《明史》有傳。清朝改諡忠愨。

## 家族
曾祖賀鏜。祖父賀廷秀。父贺时泰，字叔交，號陽亨，增廣生。

## 延伸阅读
[在维基数据编辑]
 《明史卷二百六十四》，出自《明史》